# Szeklerland

Die vom Szekler Nationalrat genutzte Flagge

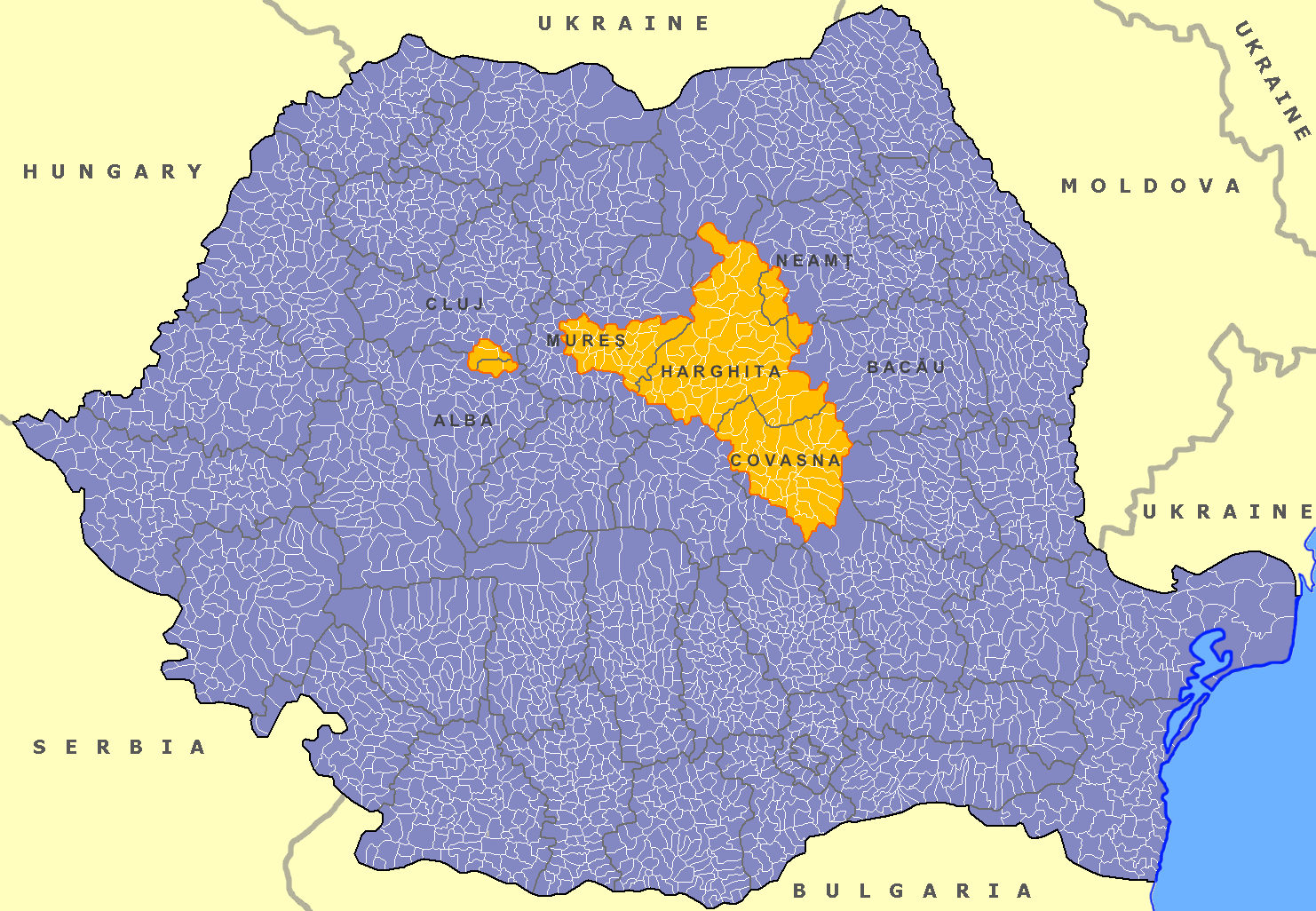
Lage des historischen Szeklerlandes innerhalb Rumäniens

Ungarische Bevölkerung im Szeklerland und anderen Kreisen Nordwestrumäniens

Szeklerland [ˈseːk-] (ungarisch Székelyföld, rumänisch Ținutul Secuiesc bzw. Secuime, lateinisch Terra Siculorum) ist das Gebiet im Osten von Siebenbürgen in Rumänien, in dem insbesondere Szekler siedeln.

## Geografie
Das historische Szeklerland befindet sich im Osten des Siebenbürger Beckens, innerhalb des Karpatenbogens und z. T. in den Ostkarpaten im zentralen Teil Rumäniens. Das Gebiet umfasst den größten Teil der heutigen rumänischen Kreise Harghita und Covasna, den mittleren Teil des Kreises Mureș, kleinere Teile der Kreise Alba und Cluj (die Ortschaften des ehemaligen Szeklerstuhls Aranyos um die Gemeinde Unirea (Oberwinz)) sowie einzelne Gemeinden der Kreise Neamț (Bicazu Ardelean, Bicaz-Chei und Dămuc) und Bacău (Ghimeș-Făget).
Das kulturelle und politische Zentrum des Szeklerlandes war früher die Stadt Székelyudvarhely (Odorheiu Secuiesc) westlich des Harghita-Gebirges. Weitere wichtige Orte waren Marosvásárhely (Târgu Mureș), Csíkszereda (Miercurea Ciuc) und Sepsiszentgyörgy (Sfântu Gheorghe). Heute gilt Târgu Mureș als das politische, wirtschaftliche und kulturelle Zentrum der Szekler in Siebenbürgen.

## Bevölkerung
In den Kreisen Harghita, Covasna und Mureș lebten 2002 insgesamt etwa 1,13 Mio. Einwohner; davon waren 670.000 Ungarn (ca. 59 %, die meisten davon Szekler) und 407.000 Rumänen (36 %). In den Kreisen Harghita und Covasna lag der Anteil der ungarischsprachigen Bevölkerung bei 84,6 % bzw. 73,8 %, in Mureș bei 39,3 %.
Im Jahr 1910 lebten in dem gleichen Gebiet ca. 777.340 Einwohner, davon waren 542.400 Ungarn (ca. 69 %, die meisten davon Szekler) und 183.000 Rumänen (23 %). In den Gebieten der Kreise Harghita und Covasna lag der Anteil der ungarischsprachigen Bevölkerung bei 92,7 % bzw. 87,4 %, im Gebiet des Kreises Mureș bei 48,8 %.

## Geschichte

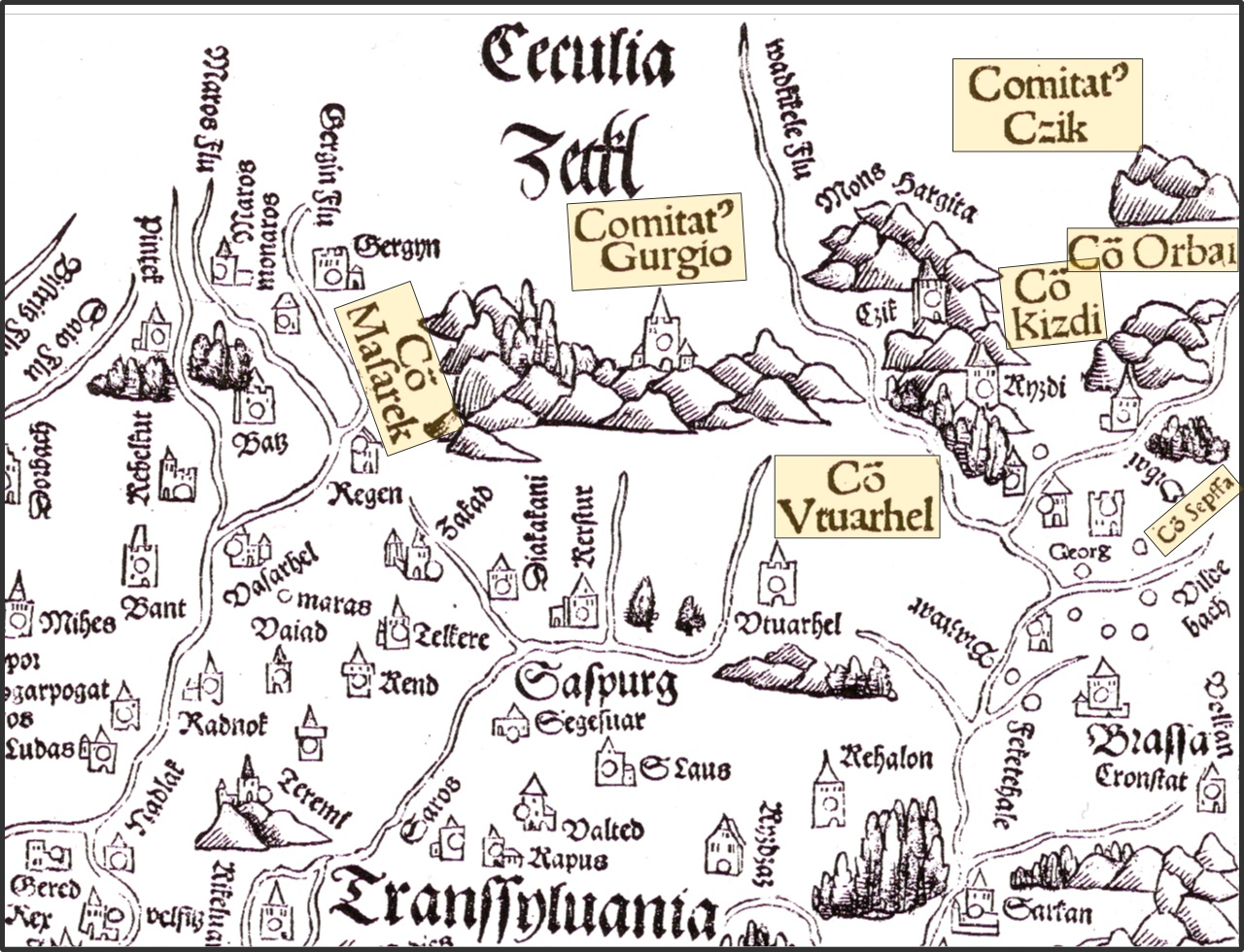
Das Szeklerland (Ausschnitt aus der Tabula Hungarie von 1528)

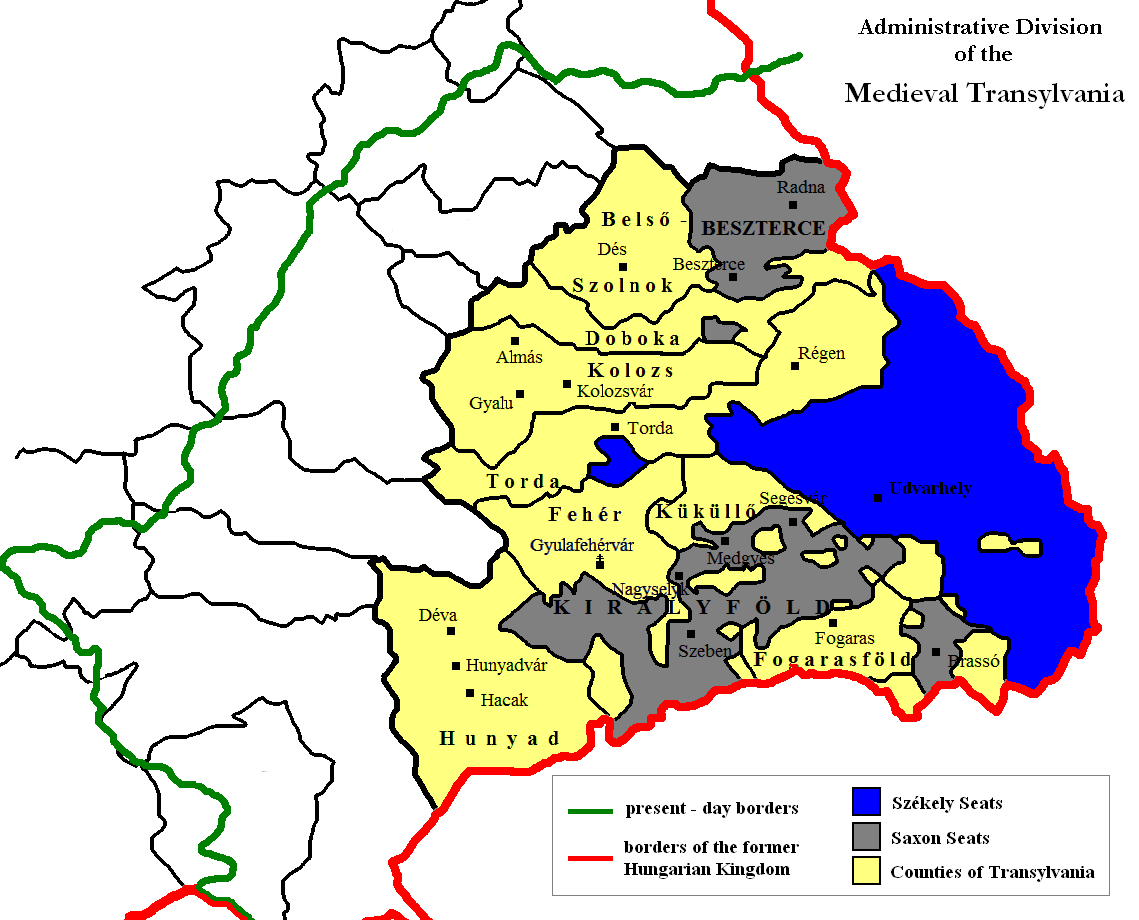
Gebiete der drei privilegierten siebenbürgischen Stände
Blau: Szekler,
Grau: Siebenbürger Sachsen – Königsboden nach dem Recht des Goldenen Freibriefs,
Gelb: adeliger Komitatsboden

Komitate, Distrikte und Stühle im Großfürstentum Siebenbürgen um 1770

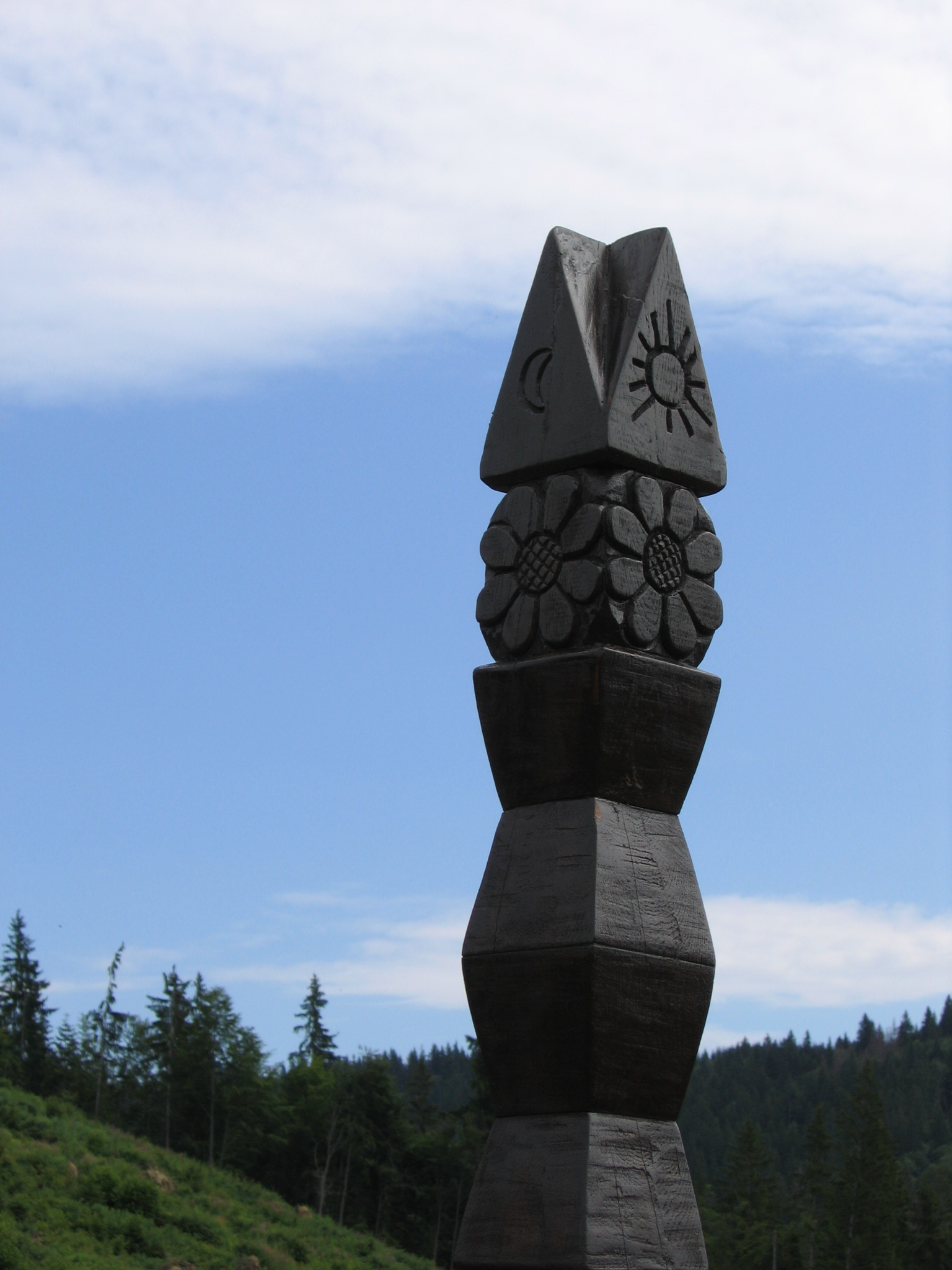
Eine Heldensäule der Szekler (kopjafa), wie sie für die Region typisch ist.

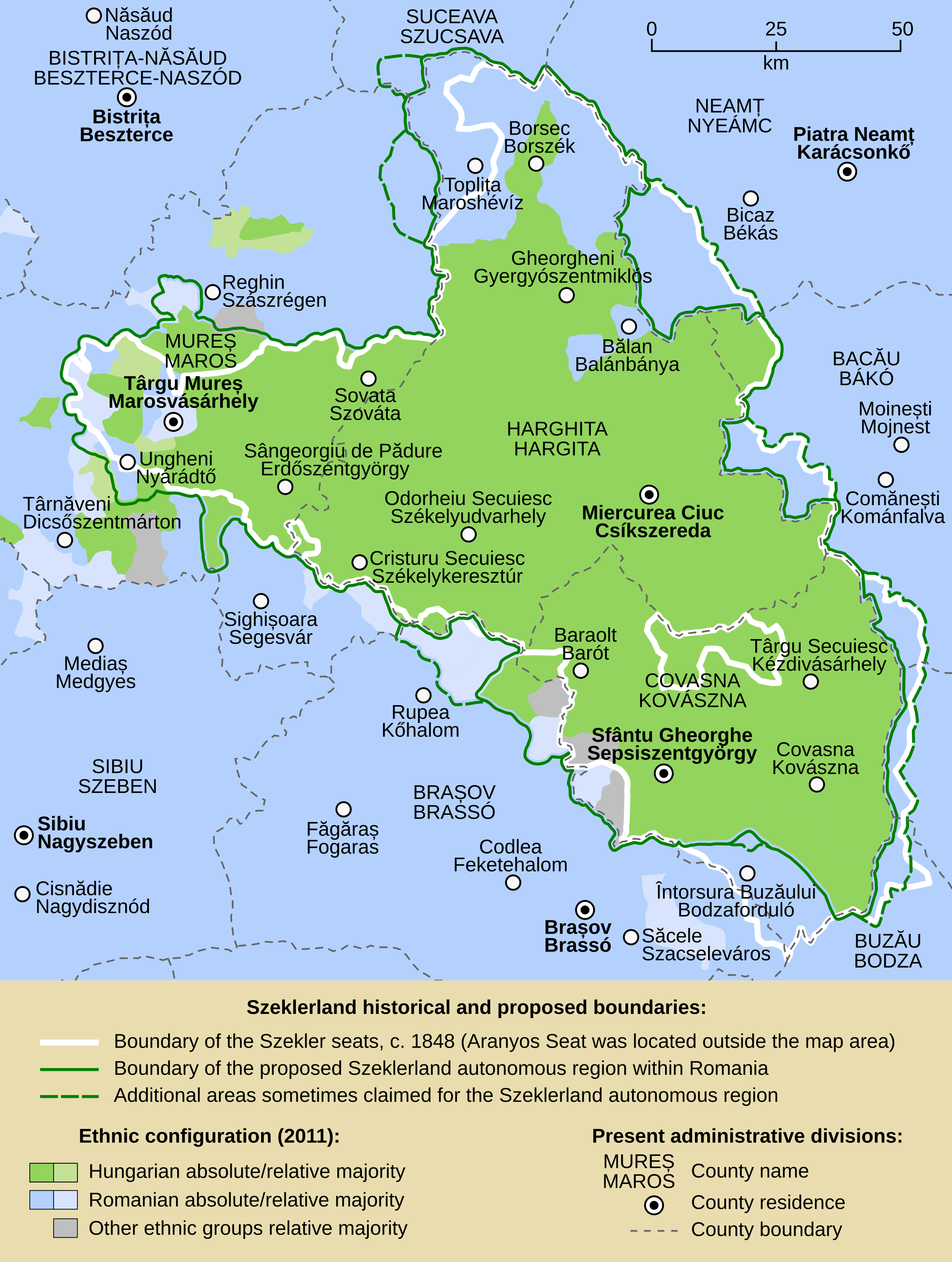
Vorschlag für eine autonome Szeklerland Region

Im mittelalterlichen Königreich Ungarn sowie im Fürstentum- bzw. Großfürstentum Siebenbürgen besaßen die Szeklerstühle – Gerichts- und Gebietskörperschaften der Szekler, die sich bis zum 14. Jahrhundert herausgebildet hatten – eine weitreichende Autonomie (ähnlich den Sieben Stühlen der Siebenbürger Sachsen auf dem Königsboden). Bis 1876 bestanden im Szeklerland (abgesehen von zeitweiligen Umgliederungen) die Stühle (ungarisch szék):
- Maros (Mieresch) – Hauptort Marosvásárhely
- Udvarhely (Oderhellen) – Hauptort Székelyudvarhely, mit den eingeschränkt autonomen Filialstühlen
  - Keresztúr (Kreuz) – Hauptort Székelykeresztúr
  - Bardócz (Bardotz) – Hauptort Bardóc (ab dem 17. Jahrhundert)
- Csik (Tschik) – Hauptort Csíkszereda, mit den weitgehend autonomen Teilstühlen
  - Gyergyó (Niklasmarkt) – Hauptort Gyergyószentmiklós
  - Kászon – Hauptort Kászonújfalu (Neudorf)
- Háromszék (Drei Stühle) – Um die Wende vom 16. zum 17. Jahrhundert entstanden als Zusammenschluss der Stühle
  - Sepsi – Hauptort Sepsiszentgyörgy, mit dem Teilstuhl Miklósvár (Nickelsburg)[6]
  - Kézdi – Hauptort Kézdivásárhely
  - Orbai – Hauptort Kovászna
- Aranyos (Aranyosch) – Hauptort Felvinc (Oberwinz). Der Stuhl war eine Exklave im Komitat Torda.[7]

Nach dem Österreichisch-Ungarischen Ausgleich und der Wiedereingliederung Siebenbürgens in das Königreich Ungarn im Jahr 1867 wurden die Szeklerstühle in einer Gebietsreform 1876 aufgelöst und in Komitate eingegliedert, womit sie ihren autonomen Status verloren. Es entstanden die Komitate:
- Maros-Torda mit Verwaltungssitz Marosvásárhely
- Csík mit Verwaltungssitz Csíkszereda
- Udvarhely mit Verwaltungssitz Székelyudvarhely
- Háromszék mit Verwaltungssitz Sepsiszentgyörgy
- Torda-Aranyos mit Verwaltungssitz Torda

Nach dem Ersten Weltkrieg wurde Siebenbürgen mitsamt dem Szeklerland 1920 im Vertrag von Trianon Rumänien zugeschlagen. Die Komitate bestanden bis 1925 weiter als Comitate unter den rumänischen Namen:
- Mureș-Turda mit Verwaltungssitz Târgu Mureș
- Ciuc mit Verwaltungssitz Miercurea Ciuc
- Odorhei mit Verwaltungssitz Odorheiu Secuiesc
- Trei Scaune mit Verwaltungssitz Sfântu Gheorghe
- Turda-Arieș mit Verwaltungssitz Turda

Mit dem Zweiten Wiener Schiedsspruch von 1940 erhielt Ungarn unter deutschem Druck den nördlichen Teil Siebenbürgens mit dem Szeklerland noch einmal für 4 Jahre zurück. 1944 wurde das Szeklerland zunächst von der Roten Armee und den Rumänen besetzt; Rumänien übernahm daraufhin wieder die Verwaltung für diese Territorien. In der Pariser Friedenskonferenz von 1946 wurde die ungarisch-rumänische Grenze aus der Vorkriegszeit wiederhergestellt.
Zwischen 1952 und 1968 stellte das Gebiet nach sowjetischem Vorbild eine Ungarische Autonome Region (rumänisch Regiunea Autonomă Maghiară, ungarisch Magyar Autonóm Tartomány) innerhalb Rumäniens dar. Heute besteht unter vielen der ansässigen Szekler der Wunsch, wieder eine autonome Provinz ins Leben zu rufen, um die Rechte der magyarischen Minderheit effektiver zu schützen. Diese Pläne stoßen jedoch auf offizieller rumänischer Seite bisher weitgehend auf Ablehnung; es wird befürchtet, dass eine solche Autonomie die territoriale Integrität Rumäniens in Frage stellen könnte.

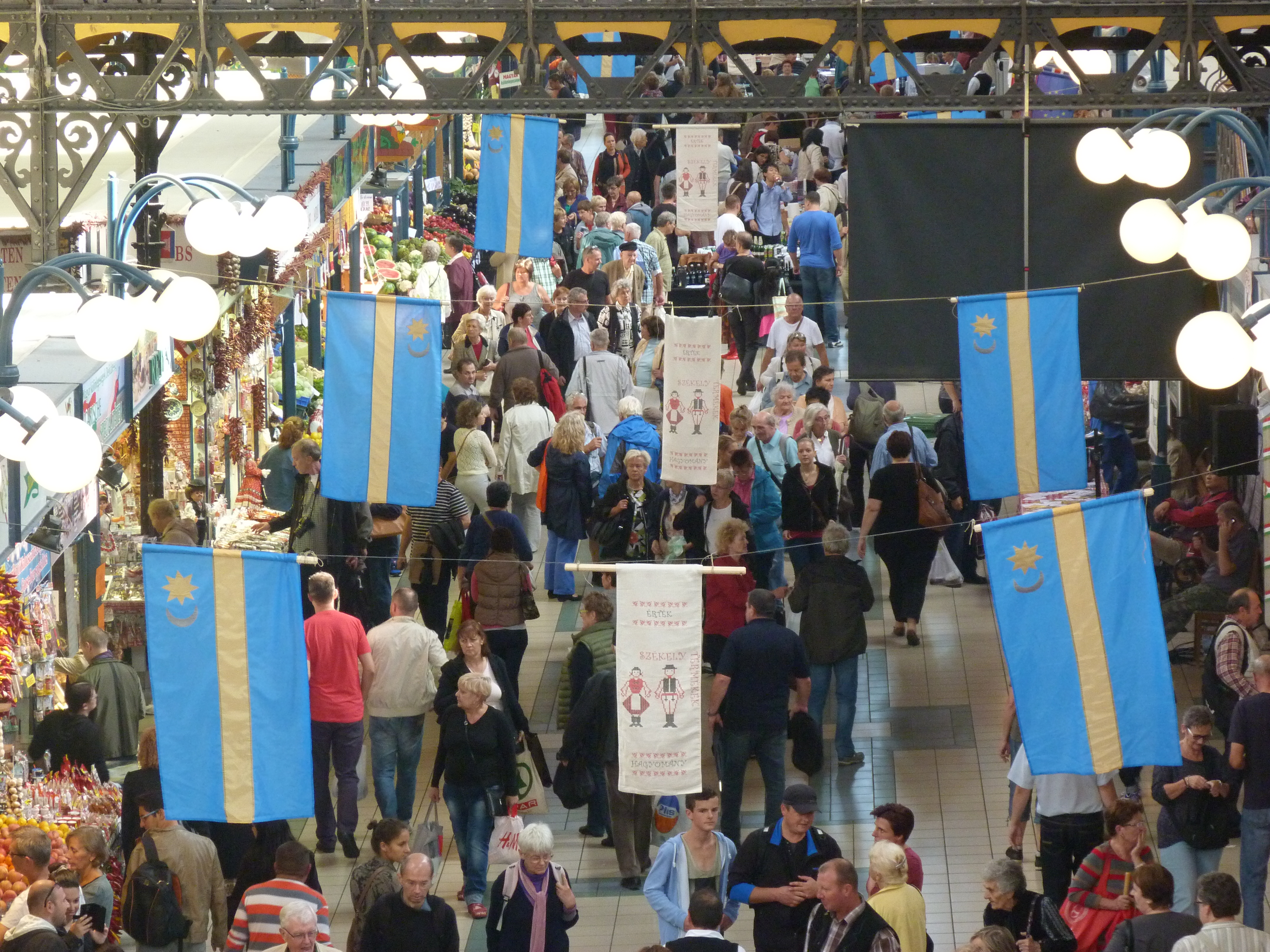
Szeklerland-Tage – Budapest, 2014